# Giorgio Napolitano
Giorgio Napolitano (29. června 1925 Neapol – 22. září 2023 Řím) byl italský politik, prezident Italské republiky.

## Politická kariéra
V roce 1945 vstoupil do Italské komunistické strany a o osm let později se stal poslancem. Po zániku strany v roce 1991 přešel Napolitano do strany Demokratická levice a v letech 1992–1994 byl předsedou Poslanecké sněmovny. O dva roky později se stal ministrem vnitra a v září 2005 byl jmenován doživotním senátorem.
V květnu 2006 byl jako kandidát středolevé koalice zvolen italským prezidentem. Dne 20. dubna 2013 byl zvolen italským prezidentem na další sedmileté období. Stal se tak prvním italským prezidentem v historii, který byl zvolen i na druhé funkční období. V květnu 2007 se účastnil setkání patnácti prezidentů zemí střední, jižní a východní Evropy v Brně. V dubnu 2011 přijel na státní návštěvu České republiky a jednal zde s prezidentem Václavem Klausem. V září 2012 se Giorgio Napolitano a Václav Klaus setkali v Římě.
Dne 14. ledna 2015 ze zdravotních důvodů na funkci prezidenta rezignoval. Jako nový prezident Italské republiky byl zvolen Sergio Mattarella.